# Liam Anderson
Liam Anderson (nascut el 20 d'octubre de 1994) és un futbolista neozelandès que actualment juga per l'Auckland City del Campionat de Futbol de Nova Zelanda. Anderson hi juga com a porter.

## Trajectòria per club
Anderson començà la seva carrera futbolística amb l'equip jovenil del Waitakere United. Amb aquest club va estar-hi fins al 2011.
El juliol de 2011 va ser fitxat per l'Auckland City. Anderson ha ocupat el càrrec d'un dels porters reserves del club, i conseqüentment tan sols ha jugat en dos partits oficials.

## Trajectòria internacional
Tot i no haver jugat en cap partit per a les seleccions futbolístiques neozelandeses, Anderson va anar-se'n a Mèxic per a la Copa del Món de Futbol Sub-17 de 2011, on seria el tercer porter de la selecció neozelandesa sub-17. En aquell torneig Nova Zelanda guanyà contra l'Uzbekistan (4–1), perdé contra la República Txeca (0–1), empatà contra els Estats Units (0–0) i perdé contra el Japó (0–6). Al final Anderson no jugà en cap dels quatre partits.

## Palmarès
- Lliga de Campions de l'OFC (1): 2011-12.